# Don't Start Thinking (I'm Alone Tonight)
«Don't Start Thinking (I'm Alone Tonight)» —en castellano: «No comiences a creer (Estoy solo esta noche)»— es una canción interpretada por la banda estadounidense de hard rock Night Ranger y fue compuesta por Jack Blades, Brad Gillis y Alan Fitzgerald. Apareció por primera ocasión en el álbum Man in Motion, lanzado por MCA Records en 1988.

## Lanzamiento y contenido
El tema fue publicado como el segundo y último sencillo de Man in Motion en 1989 en formato de siete pulgadas. Fue producido por Keith Olsen. El vinilo contiene en el lado B la canción «Kiss Me Where It Hurts» —«Bésame donde duele» en español—, escrita por Blades y Gillis.

## Lista de canciones
| Lado A |                                            |                                             |          |  |
| N.º    | Título                                     | Escritor(es)                                | Duración |  |
| 1.     | «Don't Start Thinking (I'm Alone Tonight)» | Jack Blades / Brad Gillis / Alan Fitzgerald | 4:31     |  |

| Lado B |                          |                 |          |  |
| N.º    | Título                   | Escritor(es)    | Duración |  |
| 2.     | «Kiss Me Where It Hurts» | Blades / Gillis | 4:34     |  |
| 9:05   |                          |                 |          |  |

## Créditos
- Jack Blades — voz principal, bajo y coros.
- Kelly Keagy — voz principal. batería y coros.
- Brad Gillis — guitarra y coros.
- Jeff Watson — guitarra.
- Jesse Bradman — teclados.